# Dubrovnik Airline

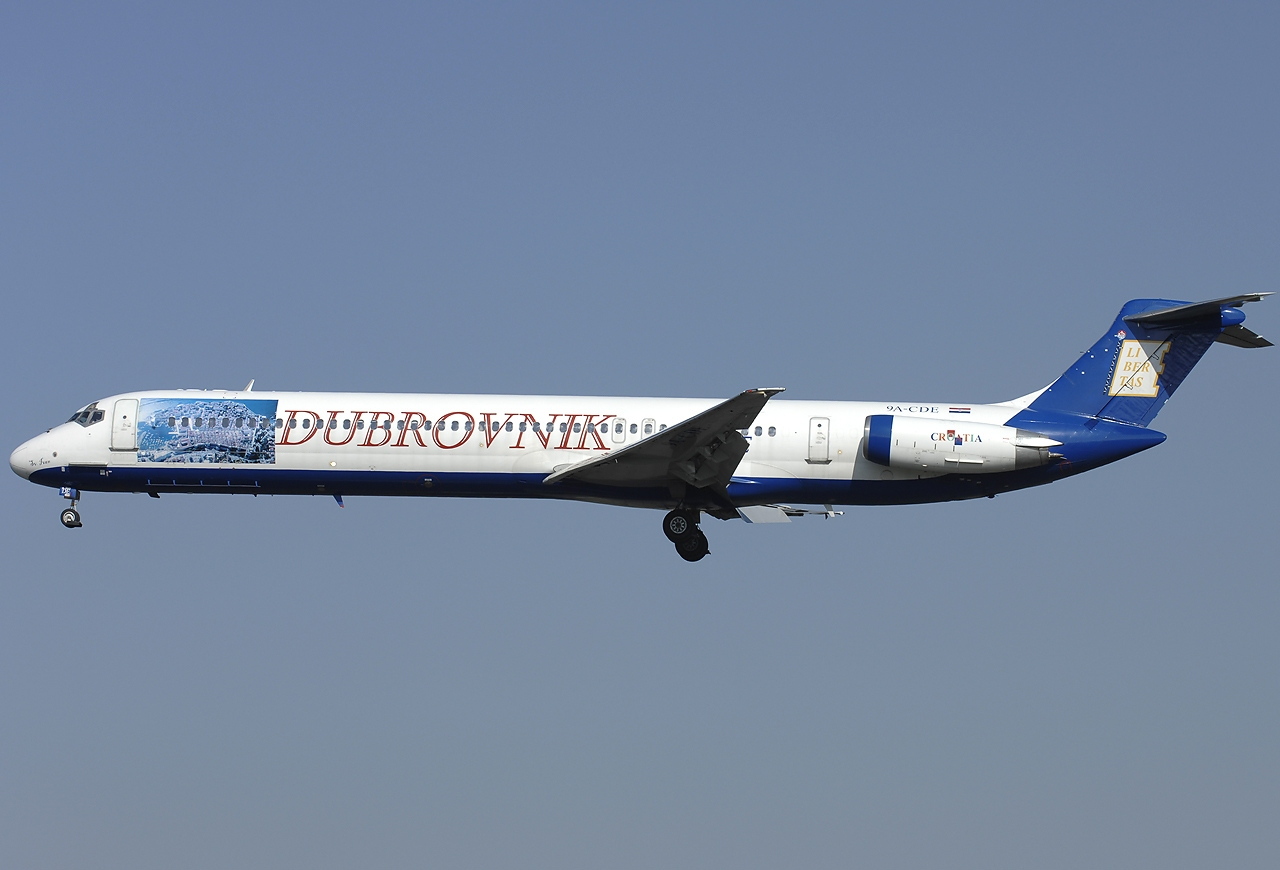
McDonnell Douglas MD-82 de Dubrovnik Airline sobre el aeropuerto de Roma-Fiumicino (2009)

Dubrovnik Airline fue una aerolínea charter de Dubrovnik, Croacia. Operaba vuelos turísticos charter desde Europa hasta los lugares de ocio de Croacia. Su base principal era el aeropuerto de Dubrovnik.

## Historia
La aerolínea fue fundada oficialmente el 15 de diciembre de 2004 por la naviera croata Atlantska Plovidba. Inició operaciones en 2005. En 2006, Dubrovnik Airlines transportó a 380.000 pasajeros, mientras que en los primeros siete meses de 2007, transportó a 360.000. 
La aerolínea registró pérdidas desde 2009 y cesó todas sus operaciones el 23 de octubre de 2011 tras incumplir sus deudas, declarándose en quiebra.

## Antiguos destinos
En el momento de su cese (octubre de 2011), Dubrovnik Airline operaba vuelos regulares a los siguientes destinos:
| Países       | Destinos          | Aeropuertos                                            | Notas          |
| ------------ | ----------------- | ------------------------------------------------------ | -------------- |
| Alemania     | Colonia/Bonn      | Aeropuerto de Colonia/Bonn                             |                |
| Alemania     | Múnich            | Aeropuerto Internacional de Múnich-Franz Josef Strauss |                |
| Alemania     | Stuttgart         | Aeropuerto de Stuttgart                                |                |
| Austria      | Salzburgo         | Aeropuerto de Salzburgo                                |                |
| Austria      | Viena             | Aeropuerto de Viena-Schwechat                          |                |
| Croacia      | Dubrovnik         | Aeropuerto de Dubrovnik                                | Hub principal  |
| Croacia      | Pula              | Aeropuerto de Pula                                     |                |
| Croacia      | Split             | Aeropuerto de Split                                    | Hub secundario |
| Croacia      | Zagreb            | Aeropuerto de Zagreb                                   | Hub secundario |
| Eslovenia    | Liubliana         | Aeropuerto de Liubliana                                |                |
| España       | Barcelona         | Aeropuerto Josep Tarradellas Barcelona-El Prat         |                |
| España       | Bilbao            | Aeropuerto de Bilbao                                   |                |
| España       | Gerona            | Aeropuerto de Gerona                                   |                |
| España       | Madrid            | Aeropuerto Adolfo Suárez Madrid-Barajas                |                |
| España       | Palma de Mallorca | Aeropuerto de Palma de Mallorca                        |                |
| España       | Sevilla           | Aeropuerto de Sevilla                                  |                |
| Finlandia    | Helsinki          | Aeropuerto de Helsinki-Vantaa                          |                |
| Francia      | Lyon              | Aeropuerto de Lyon-Saint Exupéry                       |                |
| Francia      | Nantes            | Aeropuerto de Nantes Atlantique                        |                |
| Francia      | París             | Aeropuerto de París-Charles de Gaulle                  |                |
| Francia      | París             | Aeropuerto de París-Orly                               |                |
| Francia      | Toulouse          | Aeropuerto de Toulouse-Blagnac                         |                |
| Grecia       | Atenas            | Aeropuerto Internacional Eleftherios Venizelos         |                |
| Irlanda      | Cork              | Aeropuerto de Cork                                     |                |
| Irlanda      | Dublín            | Aeropuerto de Dublín                                   |                |
| Irlanda      | Knock             | Aeropuerto de Knock                                    |                |
| Irlanda      | Shannon           | Aeropuerto Internacional de Shannon                    |                |
| Israel       | Tel Aviv          | Aeropuerto Internacional Ben Gurión                    | Estacional     |
| Italia       | Bérgamo           | Aeropuerto de Bérgamo-Orio al Serio                    |                |
| Italia       | Pescara           | Aeropuerto de Pescara-Abruzzo                          |                |
| Italia       | Roma              | Aeropuerto de Roma-Fiumicino                           |                |
| Malta        | La Valeta         | Aeropuerto Internacional de Malta                      |                |
| Noruega      | Oslo              | Aeropuerto de Oslo-Gardermoen                          |                |
| Países Bajos | Ámsterdam         | Aeropuerto de Ámsterdam-Schiphol                       |                |
| Reino Unido  | Belfast           | Aeropuerto Internacional de Belfast                    |                |
| Reino Unido  | Londres           | Aeropuerto de Londres-Gatwick                          |                |
| Reino Unido  | Mánchester        | Aeropuerto de Mánchester                               |                |
| Reino Unido  | Prestwick         | Aeropuerto de Glasgow Prestwick                        |                |
| Serbia       | Belgrado          | Aeropuerto de Belgrado-Nikola Tesla                    |                |
| Suecia       | Estocolmo         | Aeropuerto de Estocolmo-Arlanda                        |                |
| Suecia       | Malmö             | Aeropuerto de Malmö                                    |                |
| Suiza        | Ginebra           | Aeropuerto Internacional de Ginebra                    |                |
| Suiza        | Zúrich            | Aeropuerto Internacional de Zúrich                     |                |
| Túnez        | Túnez             | Aeropuerto Internacional de Túnez-Cartago              |                |
| Turquía      | Antalya           | Aeropuerto de Antalya                                  |                |

## Flota histórica
La flota de la Dubrovnik Airline incluyó las siguientes aeronaves:
| Aeronaves               | Total | Introducido | Retirado | Matrículas              |
| ----------------------- | ----- | ----------- | -------- | ----------------------- |
| Airbus A320-211         | 1     | 2011        | 2011     | G-STRP                  |
| McDonnell Douglas MD-82 | 3     | 2005        | 2011     | 9A-CDC, 9A-CDD y 9A-CDE |
| McDonnell Douglas MD-83 | 2     | 2005        | 2011     | 9A-CDA y 9A-CDB         |